# Haverdrank
Haverdrank of havermelk is een melkvervanger die wordt verkregen uit volle havergranen (Avena sativa) door het plantmateriaal met water te extraheren. Haverdrank heeft een romige textuur en milde havermoutachtige smaak en wordt vervaardigd in verschillende smaken, zoals gezoet, ongezoet, vanille en chocolade.

## Naamgeving
Op grond van Europese regelgeving en in Nederland volgens het Warenwetbesluit Zuivel, mag haverdrank in de Europese Unie niet worden verkocht onder de naam havermelk, omdat de aanduiding melk beschermd is. Dit geldt ook voor andere zuivelvervangers als amandeldrank en sojadrank. 

## Oorsprong
Melkvervangers waren er al in de 13e eeuw, maar haverdrank werd pas in de jaren 1990 ontwikkeld door de Zweedse wetenschapper Rickard Öste. Tussen 2017 en 2019 is de verkoop van haverdrank in de Verenigde Staten met een factor 10 gestegen, en één grote fabrikant, Oatly, rapporteerde een drievoudige stijging van de wereldwijde verkoop. Vanaf eind 2020 werd de markt voor haverdrank de op één na grootste van de plantaardige melksoorten in de Verenigde Staten, na de leider, amandelmelk, maar groter dan de verkoop van sojamelk.

## Markt en marktuitbreiding
De pionier op het gebied van commerciële haverdrank, Oatly, had zijn producten vanaf 2019 in 7.000 koffiegelegenheden en supermarkten, maar was niet de enige prominente producent van haverdrank. Haverdrank is in veel landen verkrijgbaar onder verschillende merknamen.
In 2020 waren er haverdrankproducten zoals koffiecreamer, yoghurtalternatieven, ijs en chocolade. Haverdrank kan worden geconsumeerd ter vervanging van zuivel in veganistische diëten, of in gevallen van medische aandoeningen waarbij zuivel onverenigbaar is, zoals lactose-intolerantie of een koemelkallergie. Vergeleken met gewone melk of andere plantaardige dranken heeft haverdrank een relatief lage impact op het milieu vanwege de relatief lage land- en waterbehoefte voor de productie.
Sojamelk en amandelmelk zijn ouder dan alle andere alternatieve melksoorten, waaronder havermelk, zowel als culturele en commerciële producten. Sinds begin 20e eeuw vond sojamelk zijn weg van Azië naar Europese en Amerikaanse supermarkten, aanvankelijk als zuivelvervanger vanwege lactose-intolerantie. Het eerste geregistreerde exemplaar van een plantaardige drank op basis van haver was begin jaren negentig, toen Rickard Öste haverdrank ontwikkelde. Öste werkte als voedingswetenschapper aan de Universiteit van Lund in Zweden. Toen hij de drank uitvond deed hij in Lund onderzoek naar lactose-intolerantie en duurzame voedselsystemen. Kort daarna richtte Öste Oatly op, de eerste commerciële fabrikant van haverdrank.

## Productie

### Verwerking
De productie van haverdrank is vergelijkbaar met die van de meeste andere plantaardige melksoorten. Onbewerkte graankorrels, zoals haver, zijn onverteerbaar vanwege hun harde buitenste schil; verwerking is ook nodig om de droge korrels in een vloeistof te veranderen.
De procedure begint met het malen van de haverkorrels om hun buitenste schil uit elkaar te breken. Vervolgens wordt het met warm water vermengd tot een pap. De pap wordt behandeld met enzymen en warmte om een dikke vloeibare haverbasis te maken.
Het weken en vervolgens extraheren van voedingsstoffen uit de haver heeft het meeste invloed op het uiteindelijke eindproduct. Het verhogen van de opbrengst in deze stap kan worden ondersteund door chemische katalysatoren, enzymen of een verhoging van de temperatuur. Het effect hiervan is om voedingsmoleculen uit het vaste bijproduct te verwijderen en deze in de vloeistof op te nemen. Chemische katalysatoren verhogen de pH van het mengsel, enzymatische katalysatoren veroorzaken gedeeltelijke hydrolyse van eiwitten en polysachariden, en hogere temperaturen verhogen de reactiesnelheden. Het scheiden van de vloeistof van het vaste bijproduct is een eenvoudige stap die wordt bereikt door middel van decanteren, filtratie en centrifugeren.
Zodra het vloeibare product is gescheiden, vormt het toevoegen van andere ingrediënten, zoals vitamines en mineralen, of zoetstoffen, smaakstoffen, zouten, oliën en soortgelijke ingrediënten, het eindproduct. Omdat deze ruwe haverdrank minder calcium, ijzer en vitamine A bevat dan koemelk, moeten deze voedingsstoffen worden toegevoegd om ervoor te zorgen dat het eindproduct een voedingsvervanger van koemelk is. Het homogeen maken van de melk en warmtebehandelingen zoals pasteurisatie of ultrahoge temperatuurbehandelingen (UHT) worden gebruikt om de houdbaarheid van het product te verlengen.

## Vergelijking producten
Gemiddelde watervoetafdruk voor één glas van 200 ml (de totale hoeveelheid zoet water die gebruikt werd om het te produceren)
- Koemelk 131
- Amandelmelk 74
- Rijstmelk 56
- Haverdrank 9
- Sojamelk 2

Gemiddelde broeikasgasemissies (kg×100 CO₂-Ceqv per 200 ml)
- Koemelk 62
- Amandelmelk 16
- Rijstmelk 23
- Haverdrank 19
- Sojamelk 21

### Uitdagingen bij de verwerking
Haverdrank is, zoals de meeste plantaardige melk, gemaakt van gedesintegreerde en gehydrolyseerde plantaardige materialen, wat resulteert in een niet-uniforme omvang van losse deeltjes in vergelijking met koemelk. Het verkleinen van de omvang van deeltjes en het verkleinen van de verdeling hiervan door fysieke verwerking zijn gebruikelijke manieren om de productkwaliteit te verbeteren. Dit gebeurt door homogenisatie, en het gebruik van stabilisatoren, zoals hydrocolloïden in combinatie met andere emulgatoren.
Een ander probleem dat wordt veroorzaakt door de natuurlijke samenstelling van haver is het hoge zetmeelgehalte. Het zetmeelgehalte (50-60%) is een uitdaging tijdens behandelingen bij UHT vanwege de relatief lage temperatuur waarbij zetmeel geleiachtige vorm krijgt. Om dit te voorkomen, gebruikt men bij het produceren een enzymatische hydrolyse van zetmeel met alfa-amylase en bèta-amylase, die het zetmeel afbreken in kleinere polysachariden zonder dat het geleiachtig wordt.
Verrijkte haverdrank met essentiële micronutriënten kan bestaan uit vitamine D, vitamine A, Vitamine B12, riboflavine en calcium.

### Veganisme en impact op het milieu
Sinds ongeveer 2015 heeft de belangstelling voor plantaardig voedsel de consumptie van haverdrank gestimuleerd. Dit komt mede door de bezorgdheid over dierenwelzijn en een lage impact willen hebben op het milieu van burgers. Vergeleken met melk en andere plantaardige melkvervangers zorgt het productieproces van haverdrank voor kleine hoeveelheden kooldioxide (CO₂) en geen methaan (CH₄) (lage uitstoot van broeikasgasen). Ook vereist het een relatief laag gebruik van water en land. Voor de productie van haverdrank is 1/15e van de hoeveelheid water van melkproductie nodig en 1/8 van de hoeveelheid water voor amandelmelk.

## Voedingssamenstelling
Melkvervangers zijn verrijkt met mineralen en vitamines.
| Voedingswaarde per 250 ml (mok) | Moedermelk | Koemelk (vol) | Sojamelk (ongezoet) | Amandelmelk (ongezoet) | Haverdrank (ongezoet) |
| ------------------------------- | ---------- | ------------- | ------------------- | ---------------------- | --------------------- |
| Energie, kJ (kcal)              | 720 (172)  | 620 (149)     | 330 (80)            | 160 (39)               | 500 (120)             |
| Proteïne (gram)                 | 2,5        | 7,69          | 6,95                | 1,55                   | 3,0                   |
| Vet (gram)                      | 10,8       | 7,93          | 3,91                | 2,88                   | 5,0                   |
| Verzadigd vet (gram)            | 4,90       | 4,55          | 0,50                | 0,21                   | 0,5                   |
| Koolhydraten (gram)             | 17,00      | 11,71         | 4,23                | 1,52                   | 16,00                 |
| Vezels (gram)                   | 0          | 0             | 1,2                 | 0                      | 2,0                   |
| Suikers (gram)                  | 17,0       | 12,32         | 1,0                 | 0                      | 7,0                   |
| Calcium (mg)                    | 79         | 276           | 301                 | 516                    | 350                   |
| Kalium (mg)                     | 125        | 322           | 292                 | 176                    | 389                   |
| Natrium (mg)                    | 42         | 105           | 90                  | 186                    | 101                   |
| Vitamine B12 (µg)               | 0,1        | 1,1           | 2,7                 | 0                      | 1,2                   |
| Vitamine A (IE)                 | 522        | 395           | 503                 | 372                    | -                     |
| Vitamine D (IE)                 | 9,8        | 124           | 119                 | 110                    | -                     |
| Cholesterol (mg)                | 34,4       | 24,0          | 0                   | 0                      | 0                     |

Overeenkomende met koemelk is haverdrank in joules per vloeistofvolume (per portie, 500 kJ tegenover 720 kilojoule voor koemelk). Het heeft 40% van het eiwitgehalte, 63% van het vet, maar slechts ongeveer 10% van het verzadigde vetgehalte en ongeveer 1,5% van het vetgehalte maal de totale hoeveelheid koolhydraten (hoewel enkelvoudige suikers de helft uitmaken van die van koemelk). Koemelk heeft geen vezels, maar haverdrank heeft er 2 gram voedingsvezels per portie. De calcium- en kaliumgehalten zijn vergelijkbaar, hoewel haverdrank – zoals bij alle plantaardige melksoorten – tijdens de productie kan worden verrijkt met specifieke voedingsstoffen. Het heeft een glykemische index van 60; koemelk van 47.

## Toepassingen
Haverdrank wordt gebruikt als vervanging voor melk bij de bereiding van koffie, en in gefermenteerde producten vergelijkbaar met yoghurt en kefir. Barista's beweren dat haverdrank minder stoom nodig heeft dan koemelk, goed schuimt, smaakvol is, net zo rijk en romig is als koemelk, en de zuurgraad van espresso effectief in evenwicht brengt. Het wordt steeds vaker toegepast bij de koffiebereiding in bekende koffiegelegenheden.